# Tamta Wieś
Tamta Wieś – część wsi Bełżec w Polsce położona w województwie lubelskim, w powiecie tomaszowskim, w gminie Bełżec.
W latach 1975–1998 miejscowość administracyjnie należała do województwa zamojskiego.
Wierni Kościoła rzymskokatolickiego należą do parafii Matki Bożej Królowej Polski w Bełżcu.